# Baron Hayter
Baron Hayter, of Chislehurst in the County of Kent, ist ein erblicher britischer Adelstitel in der Peerage of the United Kingdom.
Heutiger Familiensitz der Barone ist Rookery Cottage bei Monk Sherborne in Hampshire.

## Verleihung
Der Titel wurde am 29. Januar 1927 für den Geschäftsmann Sir George Chubb, 1. Baronet geschaffen. Er war bereits am 20. Juni 1900 in der Baronetage of the United Kingdom zum Baronet, of Newland in the Parish of Chislehurst in the County of Kent, erhoben worden.
Heutiger Titelinhaber ist seit 2003 dessen Urenkel George Chubb, 4. Baron Hayter.

## Liste der Barone Hayter (1927)
- George Chubb, 1. Baron Hayter (1848–1946)
- Charles Chubb, 2. Baron Hayter (1871–1967)
- George Chubb, 3. Baron Hayter (1911–2003)
- George Chubb, 4. Baron Hayter (* 1943)

Titelerbe (Heir Apparent) ist der Sohn des aktuellen Titelinhabers, Hon. Thomas Chubb (* 1986).